# Astragalus nigrocalyx
Astragalus nigrocalyx är en ärtväxtart som beskrevs av Slobodov. Astragalus nigrocalyx ingår i släktet vedlar, och familjen ärtväxter. Inga underarter finns listade i Catalogue of Life.